# Lili Elbe

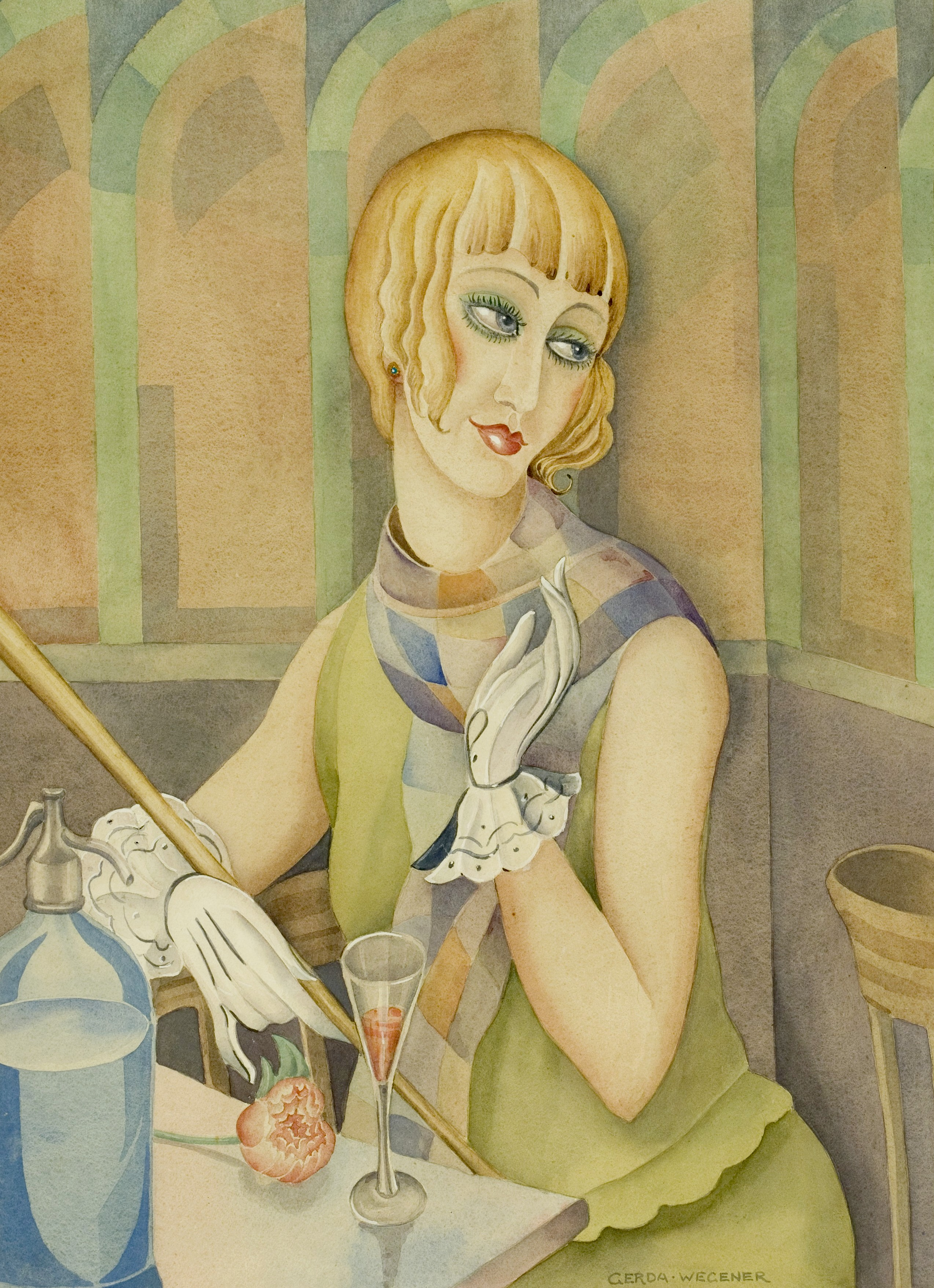
Lili Elbe, ilustrada por Gerda Gottlieb, sua ex-esposa.

Lili Elbe (Vejle, Dinamarca, 28 de dezembro de 1882 — Dresden, Alemanha, 13 de setembro de 1931) foi uma artista de sucesso mais conhecida com esse nome. Sua maior significância histórica vem de ter sido uma das primeiras pessoas a submeter-se a uma cirurgia de redesignação sexual, depois da pioneira Dora Richter. Morreu em consequência de complicações (assim como rejeição do órgão transplantado) da primeira tentativa de transplante de útero da humanidade.  
Após a realização da mencionada cirurgia, ela abandonou legalmente seu nome de nascimento e adotou a identidade Lili Elbe Elvenes, que foi o nome que sempre existiu. Mesmo com seu talento, decidiu abandonar a pintura, por entendê-la como parte de sua existência anterior a ser deixada para trás para se ver independente das memórias da vida de seu eu do passado, na qual nunca se identificava.

## Biografia
Atribuída como o sexo errado ao nascer, sentiu ”pertencer ao corpo errado” em uma certa fase de sua idade adulta ao acaso, quando sua até então esposa Gerda Wegener pediu para que posasse como substituta de uma de suas modelos femininas que havia faltado no dia. A amiga de Gerda, Anna Larsen, insistiu que ela posasse, e ela, com certa resistência no início, acabou cedendo. "Não posso negar, pode soar estranho, mas senti-me bem na maciez das roupas femininas", escreveu Lili. 
Então Lili Elbe , conheceu Gerda Gottlieb no Royal Danish Academy of Fine Arts em Copenhagen, casaram-se em 1904, quando ela tinha 22 anos de idade e sua então esposa 15. Ambos trabalhavam como ilustradores: Elbe especializada em paisagens e Gottlieb ilustrava para livros e revistas de moda. Gerda Gottlieb não encontrou uma modelo para fazer uma ilustração desde o inicio do questionamento de gênero de Elbe, sendo recorrente, desde então, seu apoio e ajuda emocional à transição para o gênero feminino de Lili. Mesmo após a morte de sua Lili em 1931, Gerda Wegener continuou a fazer pinturas dela.

## Cirurgias e dissolução do casamento
Lili passou por várias operações na Clínica de Kurt Warnerkros em Dresden. No livro, o doutor Kurt é descrito como um homem de ilimitada potência masculina, como “salvador e criador de Lili”. O tratamento custou o equivalente a 12 mil libras de hoje, levantadas por Wegener com a venda de suas pinturas. Os procedimentos médicos sofridos por Lili, se foram documentados, permanecem desconhecidos em suas especificidades até hoje, pois o Instituto da Pesquisa Sexual (Institut für Sexualwissenschaft) foi destruído pelo movimento nazista em maio de 1933. Na biografia "Man into Woman", que publica vários diários e várias cartas de Elbe, assim como conversas com o editor do livro, Niels Hoyer, são esclarecidos alguns detalhes de seus procedimentos cirúrgicos.
Além do fatídico transplante de útero e da remoção dos testículos, foram também enxertados ovários femininos no corpo de Lili. Em suas memórias, cogita-se a possível descoberta, numa das operações, que Lili possuísse pequenos ovários não desenvolvidos. 
No ano anterior ao da sua morte, Lili Elbe divorciou-se de Gerda (o divórcio foi oficializado no dia 6 de outubro de 1930.), abandonou a pintura e começou uma relação amorosa com um marchand francês. “Não é com o meu cérebro, nem com os meus olhos ou minhas mãos que desejo ser criativa mas com meu coração e meu sangue”, escreveu. “O maior desejo na minha vida de mulher é ter um filho”.
Após as primeiras três cirurgias, seu casamento com Gerda Wegener foi anulado pelo Rei dinamarquês, que autorizou-lhe a mudar seu nome legalmente para Lili Ilse Elvenes e obter uma nova certidão de nascimento e um passaporte que denotava seu sexo como feminino. A escolha do novo sobrenome de Lili, Elbe, foi escolhido por causa do rio que corre na cidade de onde começou a viver como mulher. Devido à nova vida de Elba, Gerda seguiu seu próprio caminho, determinada a deixar Elbe viver sua vida por conta própria. Assim o fez, vivendo livre de suas personalidades em guerra e, eventualmente, aceitando uma proposta de casamento de um velho amigo.
A queima de livros no Instituto de Pesquisa Sexual por estudantes nazistas em maio de 1933, a destruição da Clínica Feminina de Dresden e seus registros nos bombardeios aliados de fevereiro de 1945, e o processo de criação de mitos em si deixaram lacunas e inconsistências no processo. Narrativa de Lili Elbe nunca ser resolvida.

## Morte
Elbe começou um relacionamento com o negociante de arte francês Claude Lejeune, com quem ela queria se casar e ter filhos. Elbe estava ansiosa para sua cirurgia final envolvendo um transplante de útero. Em junho de 1931, a artista tinha uma operação que consistia na implantação de um útero e na construção de uma vagina, ambos procedimentos novos e experimentais na época.
Porém seu sistema imunológico rejeitou o útero transplantado, e ela desenvolveu uma infecção. Elbe faleceu em 13 de setembro de 1931, três meses após a cirurgia, de parada cardíaca causada pela infecção.
Em setembro de 1931, depois do transplante de útero, enviou uma carta à irmã  descrevendo a felicidade que ela sentiu depois de finalmente se tornar a mulher que ela sempre quis ser.: “Agora eu sei que a morte está perto. A noite passada sonhei com minha mãe. Ela me abraçou e me chamou de Lili e meu pai também estava lá”. No dia 13 de setembro de 1931 morreu. (carece de fontes) Dias antes de realizar a cirurgia que custaria sua vida, escreveu a um amigo: “Provei que tenho o direito de viver existindo como Lili durante 14 meses. Podem dizer que 14 meses não são muito, mas para mim é uma vida humana completa e feliz”. (carece de fontes)
Lili Elba foi sepultada no cemitério Trinitatisfriedhof em Dresden. A sepultura foi nivelada nos anos 60. Em abril de 2016, uma nova lápide foi inaugurada, financiada pela Focus Features, a produtora de  The Danish Girl.  A lápide não registra a data do nascimento de Lili Elba, apenas seu nome e locais de nascimento e morte.

## Obras
Sua autobiografia, "De homem a mulher: a primeira mudança de gênero" (originalmente em dinamarquês Fra mand til kvinde) escrita em 1931, foi publicada postumamente em 1933.
Em 2015, foi produzido um filme sobre a sua vida, cujo título em inglês é: "The Danish Girl", que conta com Eddie Redmayne como Elbe e Alicia Vikander como Gerda, a sua esposa.